# R Canis Majoris
R Canis Majoris är en kortperiodisk förmörkelsevariabel av Algol-typ i stjärnbilden Stora hunden. Stjärnan var den första i Stora hundens stjärnbild som fick en variabelbeteckning.
Stjärnan varierar mellan magnitud +5,7 och 6,34 med en period av 1,1359405 dygn eller drygt 27 timmar.

## Fotnoter
1. ↑  Variabelstjärnornas beteckningar börjar med bokstäverna R-Z, därefter A-Q , följt av RR-ZZ och AA-QQ, varefter de börjar betecknas med bokstaven V och ett ordningsnummer, från och med V335.